# In Joy and Sorrow

Кадр из клипа

In Joy and Sorrow — песня финской рок-группы HIM, выпущенная в 2001 году в качестве второго сингла с альбома Deep Shadows and Brilliant Highlights.
В 2006 году «In Joy and Sorrow» (string version) вместе с песней «Pretending» (acoustic version) были выпущены в виде двойного сингла на альбоме Uneasy Listening Vol. 1. «In Joy and Sorrow» (string version) — это пятый трек альбома Uneasy Listening Vol. 1, в то время как «Pretending» (acoustic version) стал эксклюзивным 16 треком, доступным только при покупке альбома Best Buy.
«In Joy and Sorrow»/«Pretending» достигли первой позиции в чартах Финляндии.
Также на данную композицию был снят клип, режиссёром которого стал Джон Хиллкоут, некогда работавший с такими группами, как Placebo, Therapy? и Depeche Mode. Съёмки проходили в Англии.

## Список композиций
Ограниченное международное издание; немецкий и финский макси-сингл
1. «In Joy and Sorrow» (Radio edit) — 3:33
2. «Again» — 3:29
3. «In Joy and Sorrow» (String version) — 5:02
4. «Salt in Our Wounds» (Thulsa Doom version) — 7:02
5. «Beautiful» (Third Seal) — 4:46
6. «In Joy and Sorrow» (Multimedia Track Video) — 3:33

Немецкое и голландское издание
1. «In Joy and Sorrow» (Radio edit) — 3:33
2. «Again» — 3:29
3. «In Joy and Sorrow» (String version) — 5:02

Финское издание
1. «In Joy and Sorrow» (Radio edit) — 3:33

Двойной сингл «In Joy and Sorrow»/«Pretending»
1. «In Joy and Sorrow» (String version) — 5:04
2. «Pretending» (Acoustic version) — 4:02

## Чарты
| Чарт (2001)1          | Позиция |
| --------------------- | ------- |
| Finnish Singles Chart | 2       |
| Swiss Singles Chart   | 98      |
| Чарт (2006)2          | Позиция |
| Finnish Singles Chart | 1       |

Примечания
- 1: Chart positions of 2001 are of the «In Joy and Sorrow» single
- 2: Chart positions of 2006 are of the «In Joy and Sorrow/Pretending» double single